# Keleti tartomány (Mongólia)
A Keleti tartomány (mongolul: Дорнод аймаг) Mongólia huszonegy tartományának (ajmag) egyike. Az ország északkeleti-keleti részén terül el, székhelye Csojbalszan.

## Földrajz
Északon Oroszországgal, délen és keleten Kínával határos,  délnyugaton Szühebátor-, északnyugaton Hentij tartomány határolja.
Legnagyobb része viszonylag alacsony síkvidék, száraz sztyepp. Csak északnyugati peremére nyúlnak át a Hentij-hegység nyúlványai. A tartomány közepét kelet felé átszeli, szinte megfelezi a Kerülen, bal partján fekszik a tartományi székhely, Csojbalszan. Az északi vidékek jelentősebb folyója az Uldz (vagy Uldza, 425 km). Keleten, a kínai határon terül el Kelet-Mongólia legnagyobb édesvízű tava, a Bujr-tó (területe 610 km2). Attól nyugatra húzódik a szinte teljesen sík Menen-puszta (Мэнэнгийн тал). A tartomány északkeleti sarkában, a kis Höh-tó (Хөх нуур) vidékén található Mongólia legmélyebb pontja, 552 m tengerszint feletti magasságban. (Mongólia egész területe fennsík, a Mongol-fennsík része).
A Keleti tartományban, Mardaj (Мардай) körzetében jelentős, kitermelésre váró uránérclelőhely található.

## Népessége
| Lakosok száma | 68 873 | 69 552 | 76 476 |
|               | 2010   | 2011   | 2015   |

## Járások

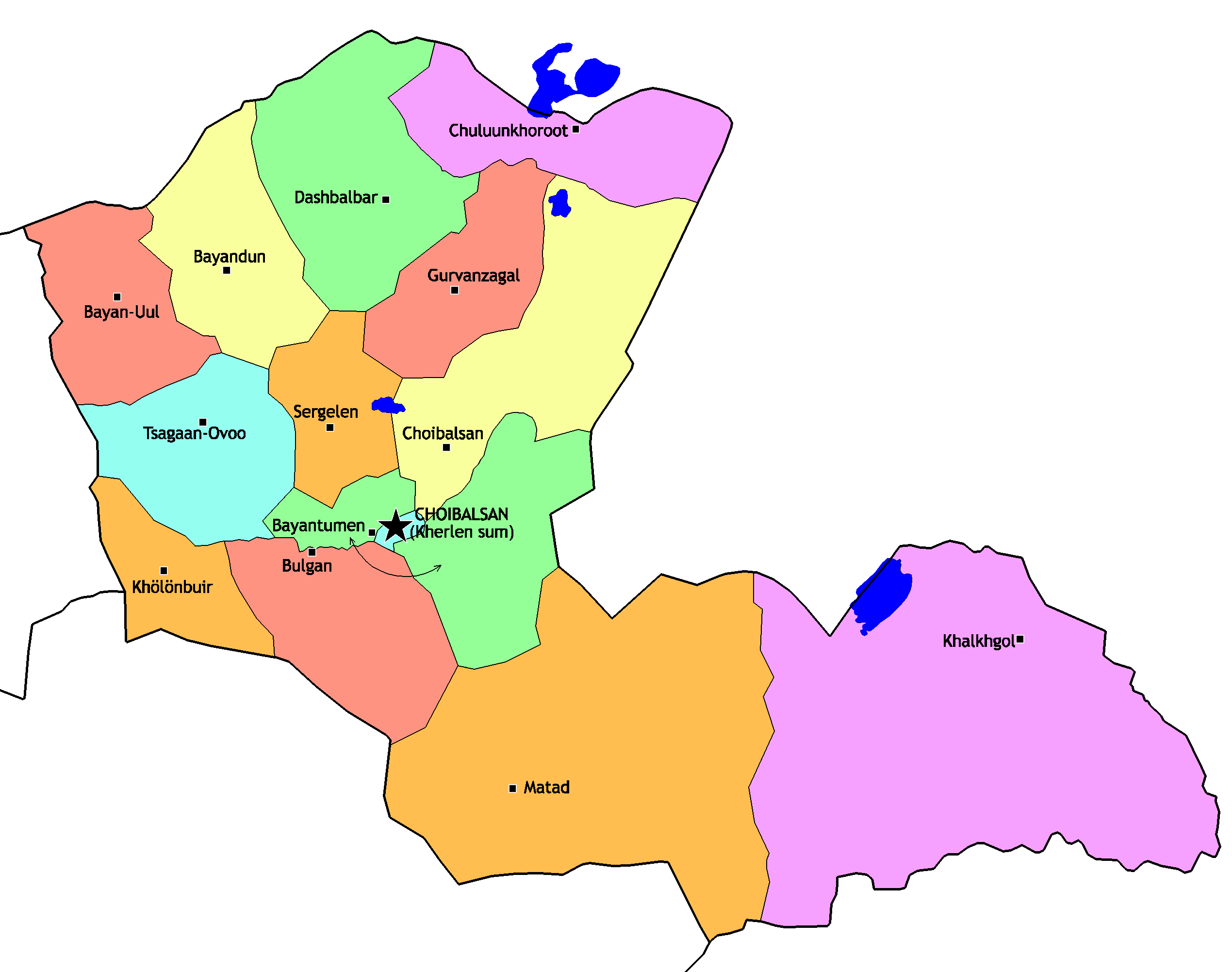
A Keleti tartomány járásai

| Járás                       | Mongol nyelven          | Terület (km²) |
| --------------------------- | ----------------------- | ------------- |
| Bajandun járás              | Баяндун                 | 6237          |
| Bajantümen járás            | Баянтүмэн               | 8321          |
| Bajan-Úl járás              | Баян-Уул                | 5623          |
| Bulgan járás                | Булган                  | 7111          |
| Csojbalszan járás           | Чойбалсан               | 10 152        |
| Csulúnhorót járás (Eréncav) | Чулуунхороот (Эрээнцав) | 6539          |
| Dasbalbar járás             | Дашбалбар               | 8713          |
| Gurvandzagal járás          | Гурванзагал             | 5252          |
| Halhgol járás               | Халхгол                 | 28 093        |
| Hölönbujr járás             | Хөлөнбуйр               | 3773          |
| Matad járás                 | Матад                   | 22 831        |
| Szergelen járás             | Сэргэлэн                | 4169          |
| Herlen járás Csojbalszan)   | Хэрлэн (Сүмбэр)         | 281           |
| Cagán-Ovó járás             | Цагаан-Овоо             | 6502          |